# ما بعد الحب (فلم)
ما بعد الحب هو فيلم مصري كوميدي من إنتاج عام 1976م، من بطولة سمير غانم وحسين فهمي وميرفت أمين وهو من إخراج كمال عطية وتأليف فوميل لبيب.

## الشخصيات
- سمير غانم (المهندس عادل)
- حسين فهمي (المهندس شريف)
- ميرفت أمين (سامية)
- جورج سيدهم (المهنددس علي)
- نادية الكيلاني (أحلام)
- علي الشريف (عسران)

## قصة الفيلم
فى مدينة أسوان، يسافر المهندس سامي مع عروسة إلى حيث مقر عمله الجديد، ينشغل الزوج عن سامية، فتشغر بفراغ شديد، تسافر إلى القاهرة بالطائرة وتقابل المهندس عادل، فيشعر نحوها بالحب، أما المهندس علي فإنه يحب المرشدة السياحية أحلام، في نفس الوقت يتصدى سامي لاستغلال الصيادين.

## وصلات خارجية
- مقالات تستعمل روابط فنية بلا صلة مع ويكي بيانات